# Líquenes de Madagáscar
Pouco trabalho foi feito acerca dos líquenes de Madagáscar, portanto, enquanto mais de 500 espécies de líquenes foram documentadas, mais são esperadas. Madagáscar pode ser dividido em dois habitats principais que podem ser associados à distribuição de líquen. As áreas tropicais úmidas da rocha siliciosa compõem aproximadamente dois terços do país e são onde a maioria dos líquenes foi documentada. Áreas tropicais secas de rocha granítica e calcária compõem o outro terço do país, com pouco mais de 20 espécies documentadas nesses habitats. A tabela a seguir lista as espécies conhecidas dos habitats tropicais secos. A maioria são espécies corticólicas que crescem na casca de árvores ou arbustos. Alguns são saxicólicos; espécies que crescem nas rochas.
| Espécie                                                   | Tipo        |
| --------------------------------------------------------- | ----------- |
| Canoparmelia quintarigera Aptroot                         | Corticolous |
| Clandestinotrema minutum Aptroot                          | Corticolous |
| Contrictolumina leucostoma (Müll. Arg.) Lücking & al.     | Corticolous |
| Crespoa inhaminensis (C. W. Dodge) Lendemer & B. P. Hodk. | Corticolous |
| Dermatiscum thunbergii (Ach.) Nyl.                        | Saxicolous  |
| Dirina madagascariensis Tehler & al.                      | Corticolous |
| Dirinaria complicata D. D. Awasthi                        | Corticolous |
| Glyphis scyphulifera (Ach.) Staiger                       | Corticolous |
| Isalonactis madagascariensis Ertz. & al.                  | Corticolous |
| Lecanora helva Stizenb                                    | Corticolous |
| Lecanora leprosa Fée                                      | Corticolous |
| Lecanora subflava Tuck.                                   | Corticolous |
| Lecanora tropica Zahlbr.                                  | Corticolous |
| Mycoporum californicum (Zahlbr.) R. C. Harris             | Corticolous |
| Opegrapha varians (Müll. Arg.) Vain.                      | Corticolous |
| Roccella africana Vain.                                   | Corticolous |
| Roccella applanata M. Choisy                              | Corticolous |
| Roccella belangeriana D. D. Awasthi                       | Corticolous |
| Roccella boryi Delise ex Fée                              | Corticolous |
| Roccella linearis (Ach.) Vain.                            | Corticolous |
| Roccella montagnei Bél.                                   | Corticolous |
| Sclerophyton madagascariense Sparrius                     | Corticolous |
| Xanthoparmelia subflabellata (J. Steiner) Hale            | Saxicolous  |

Enquanto muitos dos líquenes encontrados até hoje em Madagáscar são relativamente comuns, espécies tropicais, alguns são endêmicos. Isalonactis madagascariensis, por exemplo, é conhecida apenas por sua localidade-tipo, próxima ao Parque Nacional Isalo, e novas espécies continuam sendo encontradas.

## Galeria

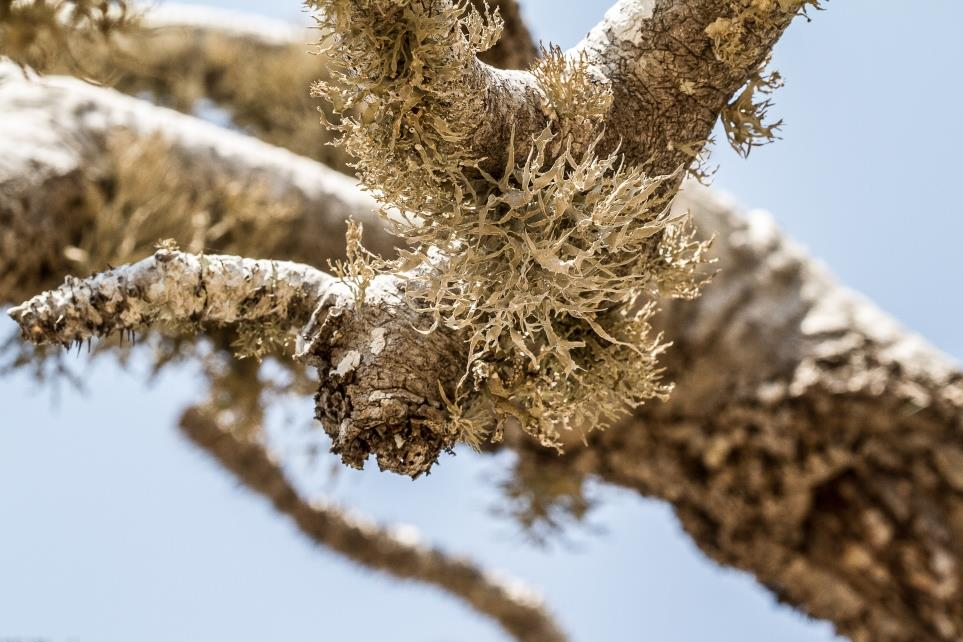
Líquenes no Parque Nacional Tsimanampetsotsa, Madagáscar
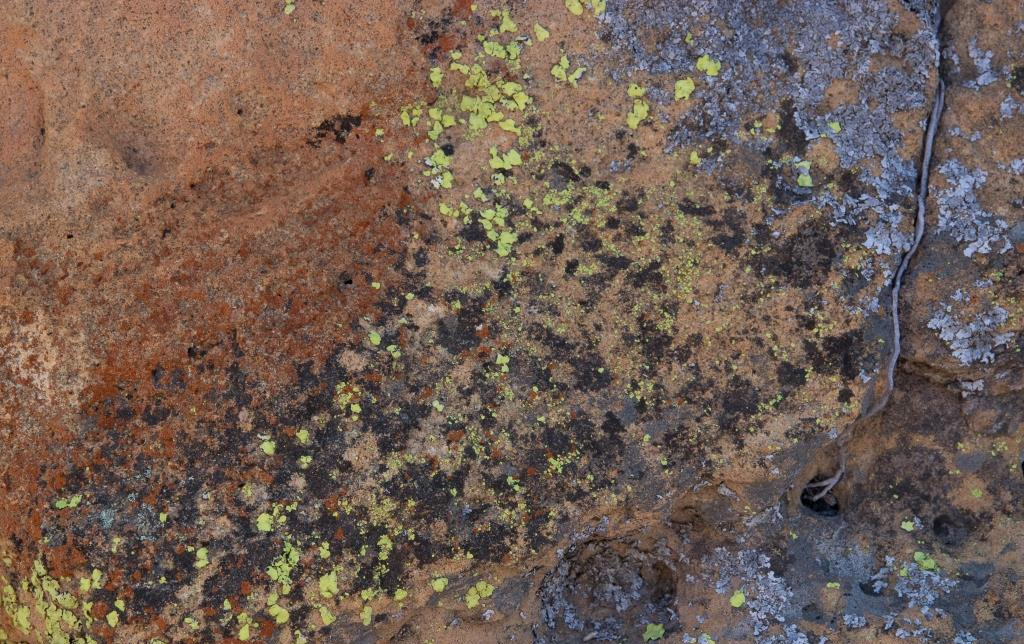
Líquenes no Parque Nacional Isalo
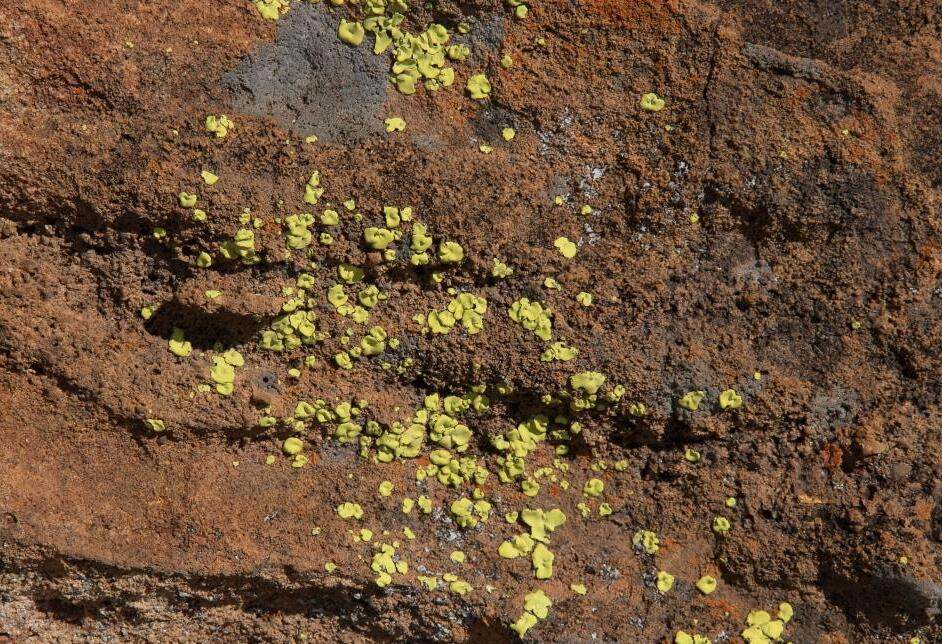
Dermatiscum thunbergii, um líquen nas rochas no Parque Nacional Isalo
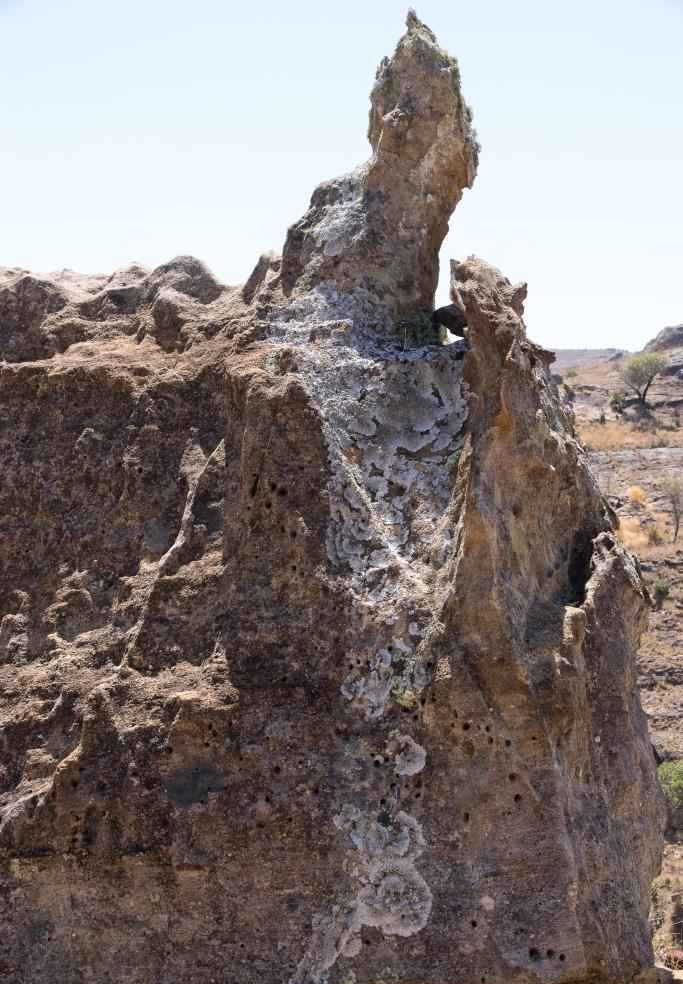
Líquenes que crescem nas rochas no Parque Nacional Isalo, Madagáscar
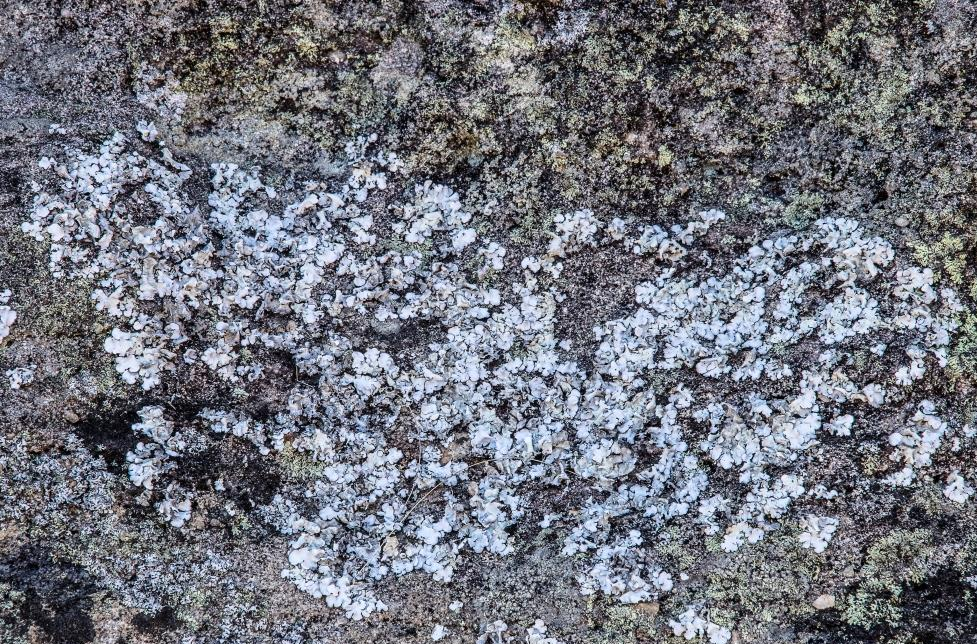
Líquenes que crescem nas rochas no Parque Nacional Isalo, Madagáscar